# Mutenderi
Mutenderi ist ein Sektor innerhalb des Distrikts Ngoma in der Ostprovinz von Ruanda.

## Geographie
Der Sektor hat eine Fläche von 75,6 km² und liegt auf einer Höhe von etwa 1460 m. Er setzt sich aus den fünf Zellen Karwema, Kibare, Mutenderi, Muzingira und Nyagasozi zusammen. Nachbarsektoren sind im Norden Kazo, im Nordosten Murama, im Westen Jarama und im Nordwesten Sake. An der Südostgrenze zum Distrikt Kirehe verläuft ein Fluss, der in den Akagera mündet, welcher die Grenze zu Burundi bildet.

## Bevölkerung
Nach Stand der Volkszählung von 2022 liegt die Einwohnerzahl bei 24.915. Zehn Jahre zuvor waren es 20.907, was einem jährlichen Bevölkerungszuwachs von 1,8 Prozent zwischen 2012 und 2022 entspricht.

## Verkehr
Etwa in Nord-Süd-Richtung führt die nicht asphaltierte District Road 66 durch den Sektor.